# Ocelot
Ocelotul (Leopardus pardalis) este un mamifer din familia Felidae. 
A fost numit așa de către un cunoscut om de știițe francez din secolul XVIII, contele Buffon. Contele a preluat cuvântul de la un trib de indieni din Mexic, care îl foloseau pentru jaguar. Poate atinge 1 metru lungime si poate cântări 21 kilograme. Populațiile de ocelot sunt concentrate în junglele tropicale dese din America Centrală și America de Sud, în zona ecuatorială. Se hrănește cu mici căprioare, rozătoare, păsări, reptile, pești.
Ocelotul este de două ori mai mare decât o pisică domestică și este strâns înrudit cu leopardul. Este prețuit pentru blana sa spectaculoasă, încă din vremea civilizației maya.
Din păcate, frumusețea sa l-a făcut să fie vânat până la dispariție în America de Nord și de Sud. O populație izolată de până la 120 oceloți încă trăiește în Texas.
Femelele dau naștere la doi sau trei pui pe an.
1. ↑  Dicționar explicativ ilustrat al limbii române pentru elevi. Litera. 2015. p. 342.